# Parafia św. Jacka w Częstochowie
Parafia Świętego Jacka w Częstochowie – rzymskokatolicka parafia, położona w dekanacie Częstochowa – św. Wojciecha, archidiecezji częstochowskiej w Polsce, erygowana w 1982. Jej terytorium zostało wydzielone z parafii Opatrzności Bożej.

## Kościoły i kaplice
W parafii znajdują się:
- Kościół św. Jacka w Częstochowie
- Kaplica pw. św. Ojca Pio

## Zasięg parafii
Ulice: Batalionów Chłopskich, Białoszewskiego, Cyganowskiego, Cyprysowa, Czapskiego, Czechowicza, Fertnera, Grochowiaka, Kontkiewicza, Korzeniowskiego, Lazurowa, Malewskiej, Micińskiego, Norwida, Ossolińskiego, Pajęcza, Parandowskiego, Piłkarska, Rędzińska, Sabatowskiego, Sasankowa, Sąsiedzka, Staffa, Szaniawskiego, Tenisowa, Warszawska (nr. 351-480), Widłaków, Wypoczynku, Zarankiewicza, Zawilcowa, Zegadłowicza.

## Proboszczowie
- ks. Stanisław Szafraniec (1981–1986)
- ks. Józef Zielonka (1986–2017)
- ks. Rafał Panek (od 1 lipca 2017)